# Diplycosia capitata
Diplycosia capitata är en ljungväxtart som beskrevs av Herman Otto Sleumer. Diplycosia capitata ingår i släktet Diplycosia och familjen ljungväxter. Inga underarter finns listade i Catalogue of Life.